# Hermann Gildemeister
Hermann Gildemeister (* 1891 in Bremen; † 4. Juni 1984 in Bremen) war ein deutscher Architekt.

## Biografie
Gildemeister und sein jüngerer Bruder Eberhard waren die Söhne des Architekten Eduard Gildemeister. Hermann studierte vor dem Ersten Weltkrieg Architektur an der Technischen Hochschule München und der Technischen Hochschule Stuttgart. Nach dem Krieg übernahm er das Architekturbüro seines Vaters, das unter dem Namen „Gildemeister & Bollhagen“ geführt wurde. Zusammen mit seinem Bruder Eberhard, der seit 1924 ebenfalls in Bremen arbeitete, gewann er 1928 den 1. Preis beim Wettbewerb für das Verwaltungsgebäude der Nordwolle in Bremen. Auf der Grundlage ihrer Pläne wurde das Gebäude bis 1930 realisiert; nach dem Konkurs der Nordwolle ging das Gebäude auf das Deutsche Reich über und trägt deshalb den Namen Haus des Reichs, es ist seit 1945 Sitz des Finanzsenators.
Im Unterschied zu seinem Bruder Eberhard, der sich nach dem Wettbewerbserfolg erfolgreich als Privatarchitekt in Bremen etablierte, entschied sich Hermann Gildemeister für den öffentlichen Dienst. 1934 wurde er als Oberbaurat zum Leiter des Hochbauamtes Bremen ernannt. Bis zu seiner vorzeitigen Pensionierung 1943 entstanden in Abstimmung mit dem Stadtplaner Baudirektor Gerd Offenberg unter seiner Leitung zahlreiche öffentliche Bauten.
Nach dem Ende des Krieges übernahm er während des Wiederaufbaus erneut Verantwortung. In Zusammenarbeit mit der Dienststelle des Senators für das Bauwesen führte er die „Arbeitsgemeinschaft für wirtschaftliches Bauen“. Die Arbeitsgemeinschaft gab Musterblätter und Schriften heraus, die technische und Rationalisierungsfragen ebenso wie die Gestaltung von bremischen Straßenräumen und Vorgärten betrafen. Hermann Gildemeister war damals Mitglied des Deutschen Normenausschusses für Schallschutz.
In der Nachkriegszeit arbeitete er auch wieder als Privatarchitekt. Es entstanden die Fleetkirche in Walle, zusammen mit seinem Bruder Eberhard die Erlöserkirche an der Schwachhauser Heerstraße, das Pfarrhaus der Waller Kirche (Lange Reihe), das Gemeindehaus in Woltmershausen und einige Wohnhäuser.

## Werke (Auswahl)
- 1923: Haus Luedtke, Georg-Gröning-Straße 69 in Bremen-Schwachhausen
- 1927 (ausgeführt 1931/1932): Fassadenentwurf für die Wohnsiedlung Hamburger Straße 194-212, Nienburger Straße 1-5, Bremen-Peterswerder[1]
- 1928–1930: Nordwollehaus, heute Haus des Reichs am Rudolf-Hilferding-Platz, zusammen mit Eberhard Gildemeister
- 1934–1935: Haus Dreilinden in Bremen-Lesum, Lesmonastraße 70, zusammen mit Eberhard Gildemeister
- 1935: Wohnhaus Richard-Dehmel-Straße 3 (Haus Noltenius), zusammen mit Eberhard Gildemeister
- 1945: Zweifamilien-Behelfsheim aus Holztafeln[2]
- 1950: Meth. Erlöserkirche, Schwachhauser Heerstraße 179, zusammen mit Eberhard Gildemeister
- 1955: Gemeindehaus der Christuskirche Woltmershausen, Woltmershauser Straße 376, zusammen mit Hans Häring
- 1958: Waller Fleetkirche, Fleetkirchenweg